# Espai Valencià a Bèlgica
Espai Valencià a Bèlgica (equivalent in het Nederlands: "Valenciaanse Ruimte in België") is een non-profitorganisatie (vzw) van België die in 2021 in Brussel werd opgericht. Het werkt aan de cohesie van Valenciaanse burgers die in die Europese staat wonen, en ook banden van diversiteit en sociale uitwisseling tot stand brengen door de Valenciaanse taal (Catalaans) en cultuur te promoten.
De vereniging bestaat voornamelijk uit jongeren; het werd goedgekeurd als een buitenlands regionaal huis ("Centres Valencians a l'Exterior", CEVEX) door de Generalitat Valenciana in december 2021. Het organiseert verschillende evenementen zoals boekpresentaties, concerten, traditioneele Valenciaanse ontbijten en kaartspellen, evenals andere gastronomische en architectonische uitstrekken activiteiten.
Een van de belangrijkste activiteiten is de organisatie van het "Festa Estellés" (herdenkingsfeest van Vicent Andrés Estellés) in Brussel. Tijdens de eerste editie van dit festival (in 2022) bracht de organisatie de beroemde groep ZOO naar de stad om een concert te geven. Espai Valencià a Bèlgica heeft ook meegewerkt aan evenementen zoals Diada de Sant Jordi, mede georganiseerd met vereniging van alle de zogenaamde Catalaanse Landen.